# Bahrajnská fotbalová reprezentace
Bahrajnská fotbalová reprezentace reprezentuje Bahrajn na mezinárodních fotbalových akcích, jako je mistrovství světa nebo Mistrovství Asie ve fotbale.

## Mistrovství světa
| Rok    | Účast                                           | Soupisky |
| ------ | ----------------------------------------------- | -------- |
| 1970   | bez účasti                                      |          |
| 1974   | bez účasti                                      |          |
| 1978   | nepostoupili z kvalifikace                      |          |
| 1982   | nepostoupili z kvalifikace                      |          |
| 1986   | nepostoupili z kvalifikace                      |          |
| 1990   | vzdali                                          |          |
| 1994   | nepostoupili z kvalifikace                      |          |
| 1998   | nepostoupili z kvalifikace                      |          |
| 2002   | nepostoupili z kvalifikace                      |          |
| 2006   | nepostoupili z kvalifikace                      |          |
| 2010   | nepostoupili z kvalifikace                      |          |
| 2014   | nepostoupili z kvalifikace                      |          |
| 2018   | nepostoupili z kvalifikace                      |          |
| 2022   | Nepostoupili z kvalifikace                      |          |
| Celkem | Účast – 0× Zlato – 0×, Stříbro – 0×, Bronz – 0× |          |